# Ptochomyza asparagi
Ptochomyza asparagi är en tvåvingeart som beskrevs av Erich Martin Hering 1942. Ptochomyza asparagi ingår i släktet Ptochomyza och familjen minerarflugor.
Artens utbredningsområde är Tyskland. Inga underarter finns listade i Catalogue of Life.